# Ankie van Wickevoort Crommelin
Agnes (Ankie) van Wickevoort Crommelin (Rotterdam, 4 april 1903 – Den Haag, 18 juli 1998) was een Nederlands concert- en oratoriumzangeres en zangdocente.
Van Wickevoort Crommelin werd geboren als dochter van Hendrik Samuel Maximiliaan van Wickevoort Crommelin en Francina Johanna van der Linden. Ze volgde de opleidingen piano en zang aan het Conservatorium van Amsterdam. Ze voltooide haar zangopleiding bij zangdocente Cornélie van Zanten. In 1932 maakte ze in Wenen haar operadebuut tijdens een internationaal zangconcours. In haar loopbaan trad ze echter veelvuldig op in concerten en oratoria en weinig in opera's. Onder dirigent Bruno Walter trad Van Wickevoort wel op in een aantal opera's in concertvorm, zoals Acis en Galatea van Georg Friedrich Händel en Euryanthe van Carl Maria von Weber.
De sopraanzangeres trad op onder dirigenten als Willem Mengelberg, Anthon van der Horst en Wilhelm Furtwängler. In Nederland trad Van Wickevoort op met de zangers Louis van Tulder en Laurens Bogtman. Ze zong Nederlandse liederen, onder andere liederen van Léon Orthel op tekst van Rainer Maria Rilke en vijf minneliederen van Wouter Paap. Ze werd internationaal geëngageerd in onder meer Wenen, Neurenberg en Düsseldorf. Ze was op de radio te horen in uitzendingen van de NCRV en was later als zangdocente actief.
Van Wickevoort Crommelin stamt uit het Nederlands patriciërsgeslacht Crommelin.